# 保罗·博罗夫斯基
保罗·博罗夫斯基（德語：Paul Borowski，1937年3月19日—2012年12月22日），德国男子帆船运动员。他曾代表东德参加1968年和1972年夏季奥林匹克运动会帆船比赛，获得一枚银牌和一枚铜牌。